# Michel Talagrand
Ne doit pas être confondu avec Jacques Talagrand.
Michel Pierre Talagrand, né le 15 février 1952 à Béziers, est un mathématicien français. Docteur en mathématiques en 1977 sous la direction de Gustave Choquet, il est depuis 1985 directeur de recherche au CNRS et exerce ses fonctions au sein de l'équipe d'analyse fonctionnelle de l'Institut de mathématiques de Jussieu, UMR 7586 du CNRS, à Paris. Il a principalement étudié l'analyse fonctionnelle, puis les probabilités et leurs applications. En 2024, il reçoit le prix Abel pour ses importantes contributions aux probabilités et à l'analyse fonctionnelle et leurs applications à la physique mathématique et aux statistiques.

## Biographie
Michel Talagrand indique avoir choisi cette matière par nécessité, sans avoir été influencé par son père agrégé de mathématiques.
Il intègre le CNRS à 22 ans, après des études à l'université de Lyon et des travaux sur l'analyse fonctionnelle. Il est reçu premier à l'agrégation de mathématiques en 1974. Il obtient une médaille de bronze du CNRS quatre ans plus tard.
Son intérêt pour les probabilités est éveillé par Gilles Pisier et Vitali Milman, qui l'incitent à orienter ses recherches sur la concentration des mesures.

### Activité scientifique
Michel Talagrand s'est intéressé aux probabilités avec structure minimale. Il a obtenu la caractérisation complète des processus gaussiens bornés dans le cadre le plus général, puis de nouvelles méthodes pour borner les processus stochastiques. Il a ensuite découvert de nouveaux aspects du phénomène isopérimétrique et de la concentration de la mesure dans les espaces produits, en prouvant des inégalités qui utilisent de nouvelles façons de mesurer la distance d'un point à un sous-ensemble d'un espace produit. Ces inégalités montrent de manière très générale qu'une quantité aléatoire qui dépend de nombreuses variables indépendantes, sans dépendre excessivement d'aucune d'elles en particulier, ne présente que de petites fluctuations. Elles ont permis la résolution de l'essentiel des problèmes classiques des probabilités à valeurs dans un espace de Banach, puis ont transformé la théorie abstraite des processus empiriques. Elles ont reçu des applications à des problèmes avec données aléatoires, par exemple en mécanique statistique des milieux désordonnés, en informatique théorique ou en théorie des matrices aléatoires[réf. nécessaire].
Les travaux récents de Michel Talagrand concernent la physique des matériaux, et notamment les modèles à champ moyen de verres de spin. Il s'efforce de donner des bases mathématiques aux travaux des physiciens dans ce domaine, et il a démontré la validité de la prédiction la plus connue, la formule de Parisi.

## Décoration
- Chevalier de la Légion d'honneur (2011)

## Prix et distinctions
- Médaille de bronze du CNRS (1978)[1]
- Prix Peccot-Vimont du Collège de France (1980)
- Prix Servant de l'Académie des sciences (1985)
- Conférencier invité au congrès international des mathématiciens de Kyoto (1990)
- Prix Loève en probabilités (1995)[1]
- Prix Fermat de mathématiques (1997)
- Correspondant de l'Académie des sciences (1997)
- Conférencier plénier au congrès international des mathématiciens de Berlin (1998)
- Membre de l'Académie des sciences[1] (2004)
- Prix Shaw en mathématiques (2019)[1]
- Médaille Stefan-Banach (2022)
- Prix Abel (2024)[1]

## Principales publications
- (en) « Pettis Integral and Measure Theory », dans Memoirs of the American Mathematical Society, vol. 307, 1984, 224 p.
- (en) Probability in Banach Spaces, Springer Verlag, 1991 (avec Michel Ledoux)
- (en) Spin glasses, a Challenge for Mathematicians, Springer Verlag, 2003
- (en) The Generic Chaining, Springer Verlag, 2005, retravaillé dans le livre Upper and Lower Bounds for Stochastic Processes : Modern methods and classical problems, Springer Verlag, 2014, xv+626 (ISBN 978-3-642-54074-5, zbMATH 1293.60001)

Communications les plus représentatives
- « Espaces de Banach faiblement K-analytiques », Annals of Mathematics, no 110,‎ 1979, p. 407-438
- (en) « Regularity of Gaussian processes », Acta Mathematica, no 159,‎ 1987, p. 99-149
- (en) « Some distributions that allow perfect packing », Journal of the ACM, no 35,‎ 1988, p. 564-578 (avec W. Rhee)
- (en) « The Three Space Problem for L1 », Journal of the American Mathematical Society, no 3,‎ 1989, p. 9-30
- (en) « Type, infratype and the Elton-Pajor theorem », Inventiones Mathematicae, no 107,‎ 1992, p. 41-59
- (en) « Sharper bounds for Gaussian and empirical processes », Annals of Probability, no 22,‎ 1994, p. 28-76
- (en) « Matching theorems and discrepency computations using majorizing measures », Journal of the American Mathematical Society, no 7,‎ 1994, p. 455-537
- (en) « Concentration of measure and isoperimetric inequalities in product spaces », Publications de l'IHES, no 81,‎ 1995, p. 73-205
- (en) « Sections of smooth convex bodies via majorizing measures », Acta Mathematica, no 175,‎ 1995, p. 273-306
- (en) « The Parisi Formula », Annals of Mathematics, no 163,‎ 2006, p. 221-263